# جسم حديدي

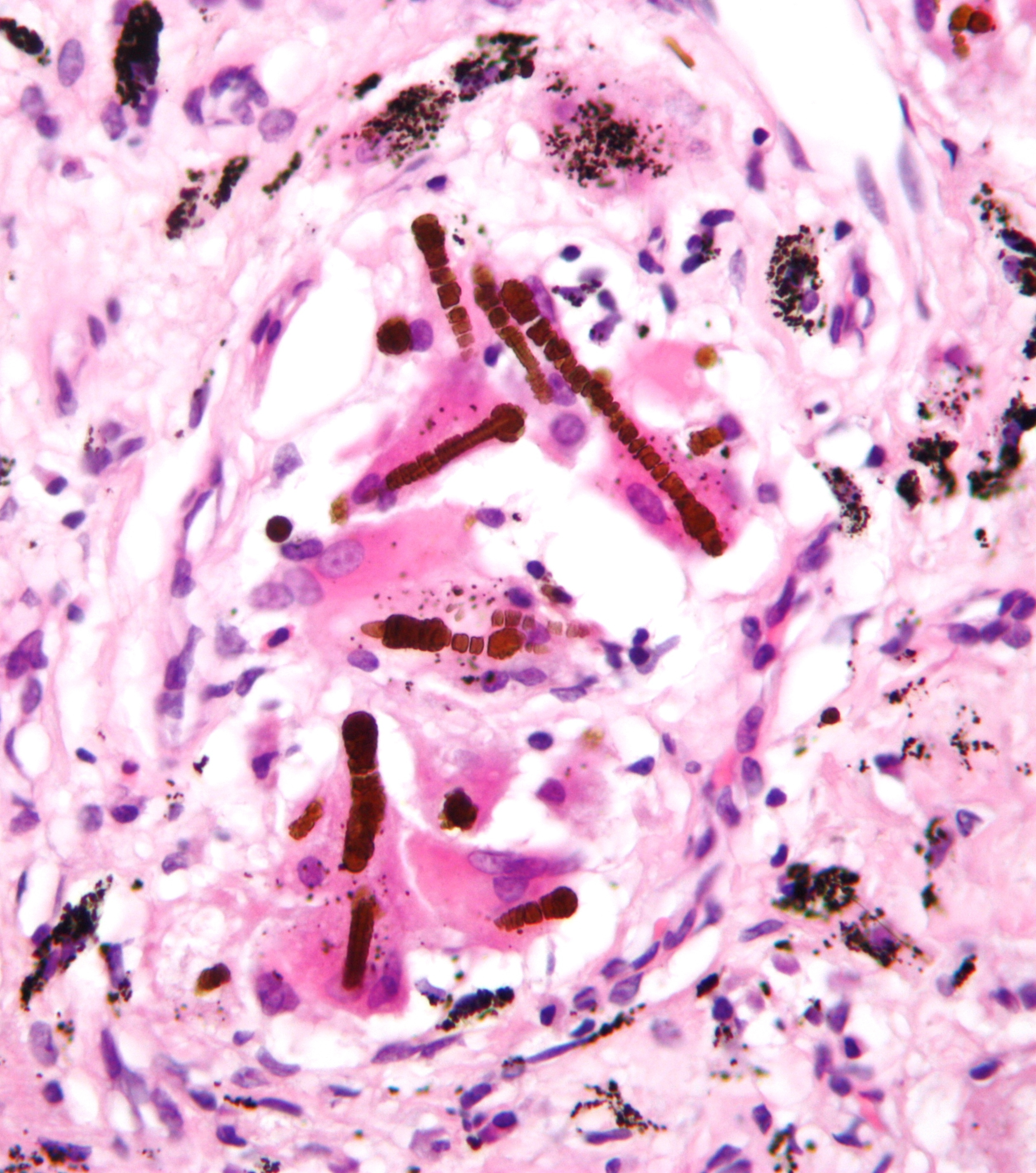
أجسام حديدية (H&E)

الجسم الحديدي (بالإنجليزية: Ferruginous body)‏ هو باثولوجيا الانسجة في مرض الرئة الخلالي متأثر من الأسبستوس الكبير. يرتبط هذا المرض مع بعض المهن والأعمال البنائية مثل بناء السفن، والأسطح، والسباكة، والبناء.
تظهر على شكل عقيدات ذات بنية صغيرة تتمركز في حاجز الحويصلة. الأجسام الحديدية عادة ما تكون مؤشرا على إلى استنشاق معدن الأسبستوس (عندما يتم التحقق من وجود الأسبستوس تسمى "أجسام الأسبستوس"). في هذه الحالة فهي ألياف من الاسبستوس المغلفة مع مادة غنية بالحديد مشتقة من البروتينات مثل فيريتين و هيموسيديرين. من المعتقد أن الأجسام الحديدية قد تكون إصابات البلاعم التي تعرضت للالتهاب وحاولت هضم الألياف.